# تپه پا چیارومشته
تپه پا چیارومشته مربوط به عصر برنز - دوره اشکانیان است و در شهرستان سلسله، بخش فیروزآباد، دهستان فیروزآباد، ۴۵۰ متری شمال روستای رومشته واقع شده و این اثر در تاریخ ۲۸ اسفند ۱۳۸۵ با شمارهٔ ثبت ۱۸۷۸۲ به‌عنوان یکی از آثار ملی ایران به ثبت رسیده است.